# Bathgate
Pour les articles homonymes, voir Bathgate (homonymie).
Bathgate est une ville d'Écosse, capitale administrative du council area, de la région de lieutenance et de l'ancien comté du West Lothian. De 1975 à 1996, elle était la capitale administrative du district du West Lothian, au sein de la région du Lothian. Elle est située entre Édimbourg et Glasgow, à environ 20 minutes en voiture à l'ouest de l'aéroport d’Édimbourg dans le sud du pays.
Le chimiste James Young y a fondé la première entreprise de production d'huile distillée en 1850.
L'ancien club de football Bathgate Football Club y était basé.
La ville écossaise est jumelée avec la ville française de Cran-Gevrier depuis mars 2010.

## Notables
- David Tennant, acteur
- Dario Franchitti, pilote automobile en IndyCar
- Paul di Resta, pilote automobile en F1